# 안토니 알다
안토니 알다(Antony Alda, 1956년 12월 9일 ~ 2009년 7월 3일)는 미국의 배우, 영화 감독, 텔레비전 배우, 각본가이다.
프랑스에서 태어났으며 로스앤젤레스에서 사망하였다. 사인은 간경변이다.

## 출연 작품
- 내셔널 트레져 (2004년)
- 킬링 디바이스 (1993년)
- 홈보이 (1988년)
- 할리우드 스캔달 (1987년)
- 달콤한 자유 (1986년)
- 디즈니랜드 (1954년) - 구스 역

### 텔레비전
- Knots Landing (1985)
- 우리 생애 나날들 (190-91)